# Nausigaster tuberculata
Nausigaster tuberculata är en tvåvingeart som beskrevs av Carrera, Lopes och Lane 1947. Nausigaster tuberculata ingår i släktet Nausigaster och familjen blomflugor. Inga underarter finns listade i Catalogue of Life.